# آرمیانکووتسی
آرمیانکووتسی (به بلغاری: Armyankovtsi) یک منطقهٔ مسکونی در بلغارستان است که در تریاونا واقع شده‌است.